# KSC Lokeren
KSC Lokeren, plným názvem Koninklijke Sporting Club Lokeren Oost-Vlaanderen, je belgický fotbalový klub z města Lokeren. Založen byl roku 1923, do nejvyšší belgické soutěže vstoupil prvně v sezóně 1974-75. Od té doby ji opustil pouze na dvě sezóny. Nejlepším umístěním bylo 2. místo v sezóně 1980-81. Jednou klub vyhrál belgický pohár (1996). Největším mezinárodním úspěchem je čtvrtfinále Poháru UEFA 1980/81.
V minulosti v klubu působili i čeští fotbalisté Jan Koller, Václav Budka, Roman Vonášek, Jan Musil, Daniel Zítka a také československý reprezentant Karol Dobiaš. Ke známým hráčům patřili též dánský reprezentant Preben Elkjær Larsen či Polák Grzegorz Lato.

## Kompletní výsledky v evropských pohárech
| Sezóna  | Soutěž | Kolo        |             | Soupeř               | Doma | Venku |
| ------- | ------ | ----------- | ----------- | -------------------- | ---- | ----- |
| 1976/77 | UEFA   | 1. kolo     | Lucembursko | Red Boys Differdange | 3-1  | 3-0   |
|         |        | 2. kolo     | Španělsko   | FC Barcelona         | 2-1  | 0-2   |
| 1980/81 | UEFA   | 1. kolo     | Rusko       | FK Dynamo Moskva     | 1-1  | 1-0   |
|         |        | 2. kolo     | Skotsko     | Dundee United        | 0-0  | 1-1   |
|         |        | 3. kolo     | Španělsko   | Real Sociedad        | 1-0  | 2-2   |
|         |        | čtvrtfinále | Nizozemsko  | AZ Alkmaar           | 1-0  | 0-2   |
| 1981/82 | UEFA   | 1. kolo     | Francie     | FC Nantes            | 4-2  | 1-1   |
|         |        | 2. kolo     | Řecko       | Aris Soluň           | 4-0  | 1-1   |
|         |        | 3. kolo     | Německo     | 1. FC Kaiserslautern | 1-0  | 1-4   |
| 1982/83 | UEFA   | 1. kolo     | Polsko      | Stal Mielec          | 0-0  | 1-1   |
|         |        | 2. kolo     | Portugalsko | Benfica Lisabon      | 1-2  | 0-2   |
| 1987/88 | UEFA   | 1. kolo     | Maďarsko    | Honvéd Budapešť      | 0-0  | 0-1   |
| 2003/04 | UEFA   | předkolo    | Albánie     | KS Dinamo Tirana     | 3-1  | 4-0   |
|         |        | 1. kolo     | Anglie      | Manchester City FC   | 0-1  | 2-3   |